# The Big Boy Game 10
The Big Boy Game 10 to kolejny mixtape z serii "Big Boy Game" amerykańskiego rapera Big Mike’a. Wydany w 2006 roku. Na okładce można zobaczyć między innymi Jaya-Z.

## Lista utworów
1. "He's A Biter (Dissin' Jay-Z)" (Cam’ron)
2. "U Gotta Love It (Dissin' Jay-Z)" (Cam’ron)
3. "Ruger Rell" (Hell Rell)
4. "It's J.R." (J.R. Writer)
5. "Take Everything You Got" (Clinton Sparks ft. Sheek Louch, J-Hood & Styles P.)
6. "My Favorite Drug" Styles P.)
7. "Fade Out" (Sheek Louch)
8. "Crash The Party" (J-Hood ft. Gravy)
9. "Across The Tracks" (Papoose ft. Nas)
10. "War Time" (M.O.P. ft. 50 Cent)
11. "Let Y'all Live" (Mobb Deep)
12. "Gangsta Boogie" (Sheek Louch ft. Bully)
13. "I Won't Tell" (Jdea ft. Styles P.)
14. "Livin' In This World" (Tre Williams ft. Papoose)
15. "Grill 'Em" (J.R. Writer)
16. "Writer’s Block One" (J.R. Writer)
17. "Writer’s Block Two" (J.R. Writer)
18. "Birdgang, Birdgang" (Max B)
19. "Tell Me" (Max B)
20. "Get Whipped" (Murda Mook & Smoke N Numbers)
21. "Heat Freestyle"
22. "Jersey Clap" (Nucci Reyo ft. AZ)
23. "Dump It Off" (Snype Lyfe)
24. "The Blackout" (Venom)